# Бреча (Рим)
Бреча је насеље у Италији у округу Рим, региону Лацио.
Према процени из 2011. у насељу је живело 15 становника. Насеље се налази на надморској висини од 26 м.